# 奧克羅斯區 (奧克羅斯省)

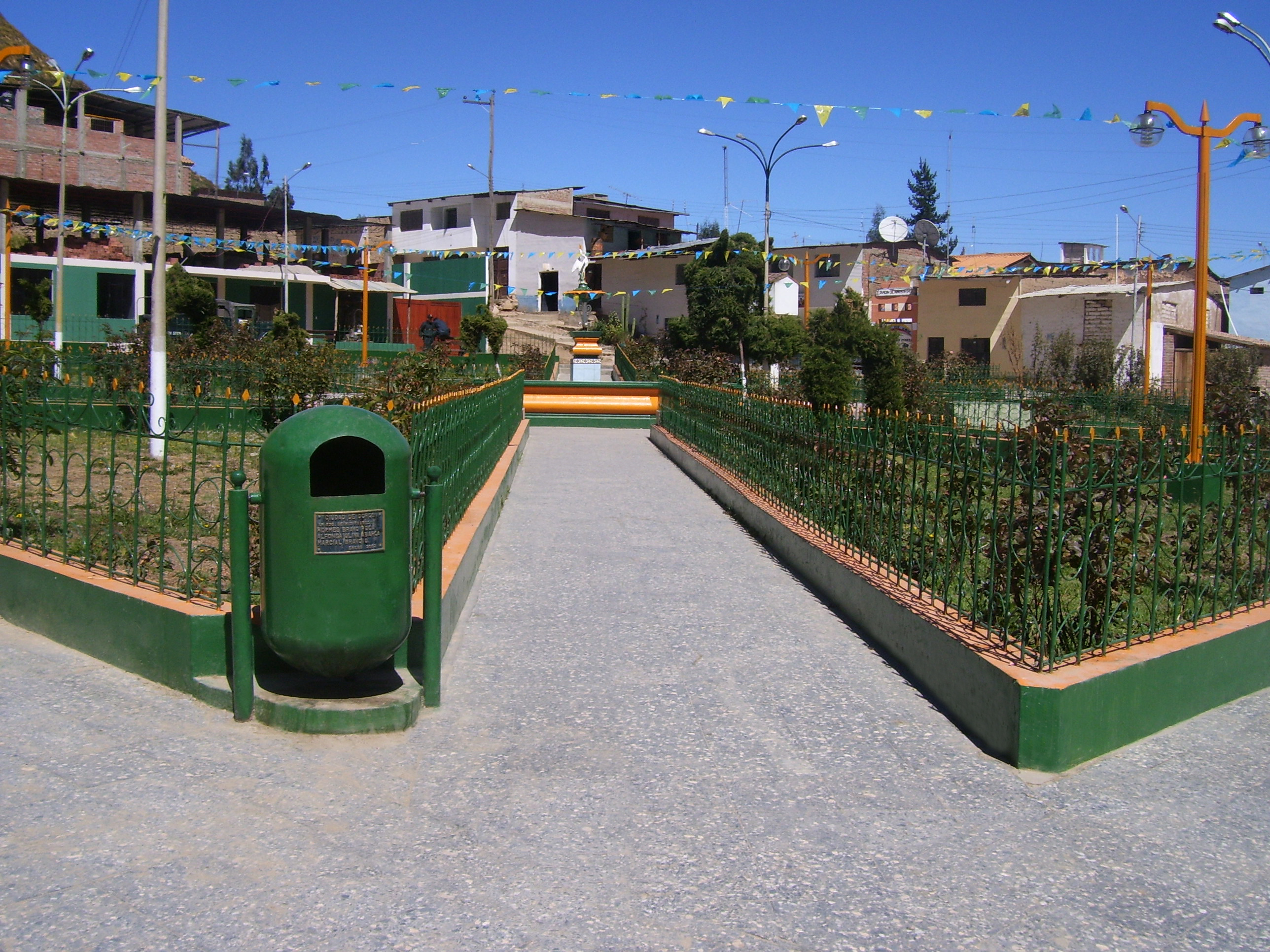

奧克羅斯區（西班牙語：Distrito de Ocros）是秘魯的一個區，位於該國北部安卡什大區的奧克羅斯省，始建於1857年1月2日，面積230.55平方公里，海拔高度3,230米，2005年人口1,539，人口密度為每平方公里6.7人。
10°24′0″S 77°23′46″W / 10.40000°S 77.39611°W